# Sauf votre respect
Pour plus de détails, voir Fiche technique et Distribution.
Sauf votre respect (Try This One for Size) est un film britannique réalisé par Guy Hamilton, sorti en 1989.

## Synopsis
Ancien policier à Paradise City, Tom Lepski (Michael Brandon) est envoyé à Nice par la compagnie d'assurance américaine International Fidelity qui l'emploie comme détective et enquêteur d'assurance. Aidé par le commissaire Ottavioni (Guy Marchand), sa première mission consiste à sécuriser une exposition d'art russe. Le jour même de l'inauguration, la pièce principale de la collection est dérobée par Bradley (David Carradine), un voleur professionnel. Lepski se lance à sa poursuite.

## Fiche technique
- Titre : Sauf votre respect
- Titre original : Try This One for Size
- Réalisation : Guy Hamilton
- Scénario : Sergio Gobbi et Alec Medieff d'après le roman La Grande Fauche (Try This One for Size) de James Hadley Chase
- Photographie : Jean-Yves Le Mener
- Musique : Claude Bolling
- Montage : Georges Klotz
- Direction artistique : Frédéric Duru
- Maquillage : Charly Koubesserian
- Producteur : Sergio Gobbi
- Société de production : Candice Productions
- Pays d'origine :  Royaume-Uni
- Format : Couleur
- Genre cinématographique : Film policier
- Durée : 105 minutes
- Date de sortie : 
  - France : 27 septembre 1989

## Distribution
- Michael Brandon : Tom Lepski
- David Carradine : Bradley
- Arielle Dombasle : Maggie
- Guy Marchand : le commissaire Ottovioni
- Mario Adorf : Radnitz
- Peter Bowles : Igor
- Harold Innocent (en) : Kendrick
- Edward Meeks : Lindsay
- Valérie Steffen : Carol
- Stéphane Bonnet : Jacobi
- Françoise Christophe : Jenny
- Léo Ilial : Kowalski
- Rosine Cadoret : la femme du commissaire Ottoviani
- Lise Roy : la mêre supérieure
- Richard Graham
- Jean Corso : un commissaire de police
- René Tramoni

## Autour du film
- Il s'agit d'une adaptation du roman Try This One for Size du romancier britannique James Hadley Chase. Publié en 1980, ce livre a été traduit en France la même année sous le titre La Grande Fauche dans la collection Série noire.
- La chanteuse américaine Dee Dee Bridgewater chante la première chanson de la bande originale du film, The Key.